# Tropicana (vruchtensap)
Tropicana is een internationale producent van vruchtensappen. Het bedrijf is onderdeel van PepsiCo.

## Geschiedenis
De Amerikaanse immigrant en kruidenier Anthony Talamo Rossi (1900-1993) uit Sicilië kocht in 1947 een klein sinaasappelsapbedrijf in Florida en gaf de naam ’Tropicana’ aan zijn sinaasappelsap. Tropicana was in die tijd nog beperkt met het leveren van sap aan de nabijgelegen huizen, pas later verkocht het bedrijf ook vruchtensappen in New York. De vraag groeide, vooral in New York, waar Rossi zijn sappen verkocht aan grote warenhuizen zoals Macy’s. Omdat de omzet steeg en bestellingen van verder weg kwamen ontwikkelde Rossi in 1954 een pasteurisatieproces waardoor het sap in glazen flessen kon worden verpakt, zodat het kon worden verscheept en worden opgeslagen. In 1957 leverde het stoomschip de S.S. Tropicana elke week bijna zes miljoen liter sap vanuit Florida aan New York. Vanaf 1971 werden grote hoeveelheden Tropicana vervoerd in de goederenwagons van de 'Juice Train'. Hierdoor kon aan de groeiende vraag worden voldaan en konden mogelijkheden voor afzet buiten de Verenigde Staten worden bekeken. In de jaren '80 en '90 werd het merk ook buiten Amerika geleverd. Sinds 1999 is het ook in Nederland verkrijgbaar. Het sap is geen met water aangelengd concentraat maar wordt direct uit de vrucht geperst, in flessen of pakken verpakt en gedistribueerd.